# The Essential Cyndi Lauper
The Essential Cyndi Lauper (Lo esencial de Cyndi Lauper en español) es un recopilatorio de la cantante Cyndi Lauper. Fue lanzado la primera vez en 2003 y luego en 2008 que incluye tres vídeos.

## Lista de canciones[1]
1. Girls Just Want to Have Fun
2. Money Changes Everything
3. Who Let In The Rain
4. She Bop
5. Time After Time
6. I Drove All Night
7. Hat Full of Stars
8. Change of Heart
9. Sisters of Avalon
10. All Through the Night
11. When You Were Mine
12. True Colors
13. Unhook the Stars
14. The Goonies 'R' Good Enough

### Pistas adicionales en las ediciones japonesas
1. Hey Now (Girls Just Want to Have Fun)
2. Set Your Heart

### Especial para la edición deWalmart
1. Shine

### DVD en 2008 reedición japonesa
1. Girls Just Want to Have Fun
2. Time After Time
3. True Colors
4. I Drove All Night